# Mideon
Pour les articles homonymes, voir Knight.
Dennis Knight est un catcheur (lutteur professionnel) américain né le 26 décembre 1968 à Biggers, en Arkansas, connu pour ses apparitions à la World Wrestling Entertainment (WWE) sous les noms Phineas I. Godwinn et Mideon.

## Carrière
Dennis Knight débute à la Pro Wrestling in Florida (PWF) en 1988 en tant que jobber.

### World Wrestling Federation
En décembre 1998, il fait son retour à la World Wrestling Federation (WWF, maintenant WWE) sous le nom de Dennis Knight et se fait enlever par les acolytes de l'Undertaker. Il subit un lavage de cerveau et rejoint The Ministry Of Darkness, un clan satanique dirigé par l'Undertaker. Knight y est renommé Midian, puis plus tard Mideon.
En 1999, il « gagne » le WWF European Championship, ayant vu la ceinture dans la valise de Shane McMahon, et lui ayant demandé s'il pouvait l'avoir. Pendant son règne, il commence une rivalité avec D'Lo Brown et Mark Henry en juin. Il perd son titre face à D'Lo Brown à Fully Loaded 1999, en juillet.
Au début de l'an 2000, pendant la nouvelle période de la WWE, il se moque de Mankind avec Triple H, en l'imitant. En février, il fait équipe avec Ivory.
Il quitte la fédération fin février 2000. Il ne peut donc pas participer à WrestleMania 2000.
Cependant en octobre de la même année, il revient à la WWE et change de personnage. Il devient Naked-Mideon, un homme qui  porte un sac-banane, une paire de bottes et un string. Lors du No Mercy 2000, il obtient un match revanche pour le titre européen face à William Regal, match qu'il perd.

## Palmarès et récompenses
- Championship Wrestling from Florida
  - 1 fois CWF Tag Team Champion avec Jumbo Baretta en 1989[4]

- Independent Professional Wrestling
  - 1 fois IPW Hardcore Champion en 2006[5]

- Fighting Spirit Pro Wrestling
  - 1 fois FSPW Hardcore Champion[1]

- United States Wrestling Association
  - 2 fois USWA Heavyweight Championship en 1995 (Tex Slazenger)[6]

- World Wrestling Federation
  - 1 fois WWF European Championship en 1999[7]
  - 2 fois WWF World Tag Team Championship avec Henry O. Godwinn (The Godwinns) en 1996 et 1997[8]

- Wrestling Observer Newsletter awards
  - Worst Tag Team (1996, 1997) avec Henry O. Godwinn[9]
  - Worst Tag Team (1999)avec Viscera[9]